# 下関基地
下関基地（しものせききち、JMSDF Shimonoseki Naval Base）は、山口県下関市永田本町4-8-1に所在し、下関基地隊等が配置されている海上自衛隊の基地である。
同じ下関市内には海上自衛隊小月航空基地があり、その隣接水域は「小月泊地」と呼ばれ、海上自衛隊艦船の泊地となっている。

## 配置部隊
- （佐世保地方隊）
  - 下関基地隊

## 吉見泊地
下関基地隊に所属する艦艇の定係港は隣接する吉見泊地と定められている。
泊地の範囲は網代鼻、鴨島西端及び新免川左端を結んだ線以東の陸岸との間に囲まれた海面と指定されており、これは吉見漁港区域とほぼ一致する。